# Фейрбразер, Хелен
Хеле́н Фейрбразер (англ. Helen Fairbrother; род. 1966) — британская модель, победительница конкурса красоты «Мисс Интернешнл 1986».

## Биография
31 августа 1986 года Хелен Фейрбразер стала победительницей международного конкурса «Мисс Интернешнл 1986», на котором она представляла Англию. Она стала третьей представительницей своей страны после Валери Холмс (1969) и Линды Хукс (1972), которые ранее выигрывали «Мисс Интернешнл».
В сентябре 1987 года Хелен участвовала на конкурсе «Мисс Великобритания 1987», где представляла Суиндон. По итогам конкурса она заняла 3-е место, получив титул «2-ой Вице-мисс». Победу на том конкурсе одержала, Карен Меллор представлявшая Дерби.